# Sally Hawkins

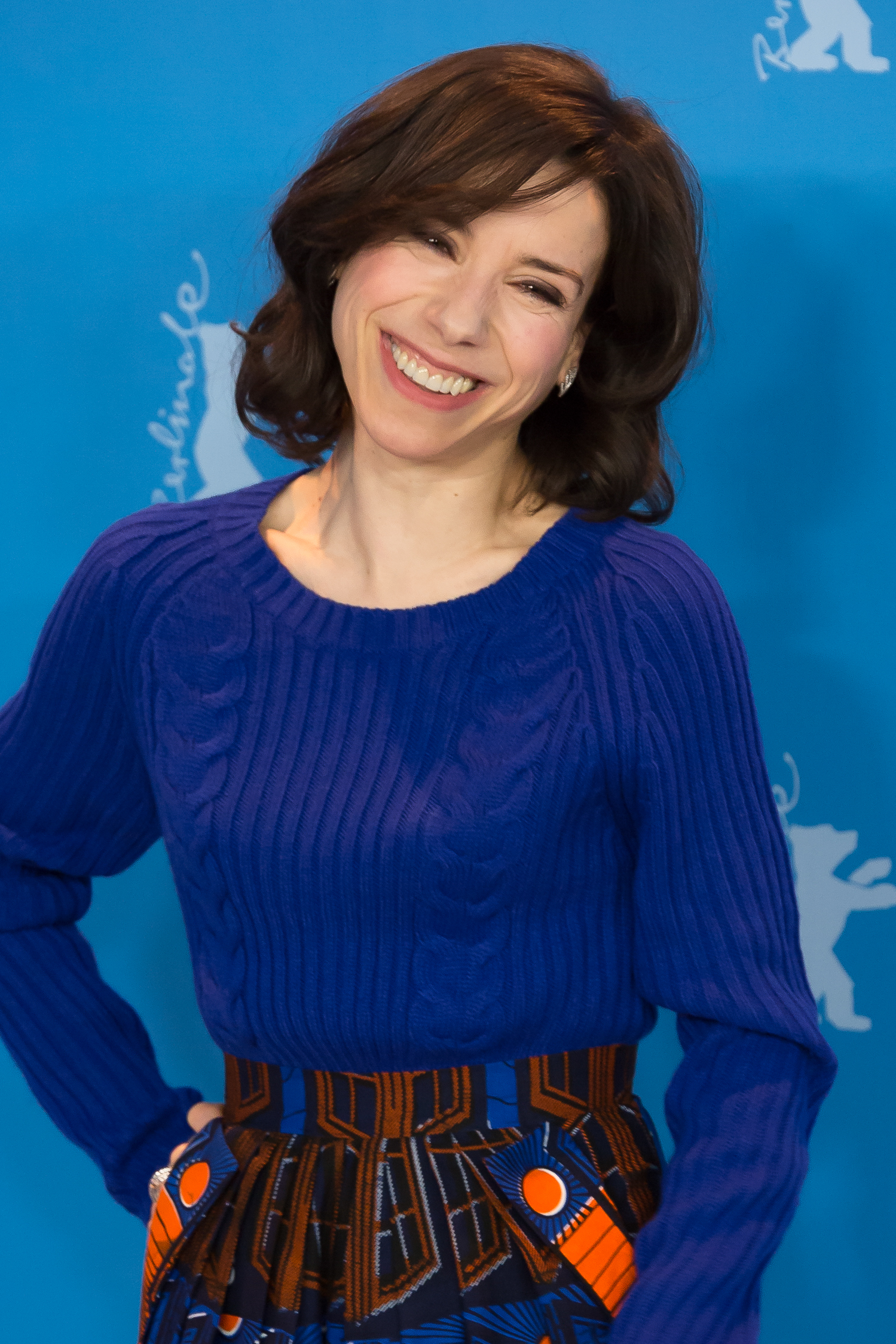
Sally Hawkins (2017)

Sally Cecilia Hawkins (* 27. April 1976 in Dulwich, London) ist eine britische Theater-, Film- und Fernsehschauspielerin. Außerdem betätigt sie sich manchmal als Synchronsprecherin.

## Leben und Karriere
Sally Hawkins wuchs als Tochter der Kinderbuchautoren und Illustratoren Jacqui und Colin Hawkins in Süd-London auf und ging in Dulwich auf die James Allen Girls’ School. Im Jahr 1998 schloss sie ihr Studium an der Royal Academy of Dramatic Art ab. Anschließend arbeitete sie am Theater, etwa in den Shakespeare-Aufführungen Viel Lärm um nichts und Ein Sommernachtstraum (beide 2000).
Ihre erste größere Filmrolle hatte Hawkins im Jahr 2002 in Mike Leighs All or Nothing. Zwei Jahre später spielte sie, wieder unter der Regie Leighs, an der Seite von Imelda Staunton in Vera Drake. Im selben Jahr war sie in Layer Cake zu sehen. Ihr Fernsehdebüt war 2005 der BBC-Film Fingersmith. Im Jahr 2007 spielte sie mit Ewan McGregor und Colin Farrell in Woody Allens Cassandras Traum. Ebenfalls 2007 erhielt sie die goldene Nymphe als beste Schauspielerin auf dem Monte Carlo TV Festival für ihre Mitwirkung in Adrian Shergolds Persuasion (nach dem Roman von Jane Austen). 2008 spielte sie in Mike Leighs Happy-Go-Lucky. Für ihre Darstellung erntete sie zahlreiche Auszeichnungen, darunter den Silbernen Bären der Berlinale 2008, den Golden Globe und eine Nominierung für den Europäischen Filmpreis 2008. Im Jahr 2009 war sie in Sherry Hormanns Film Wüstenblume zu sehen, 2010 in Submarine und 2011 in einer Neuverfilmung von Jane Eyre. In Mike Newells Verfilmung von Charles Dickens’ Roman Große Erwartungen aus dem Jahr 2012 übernahm sie die Rolle der Mrs Joe. Die Rolle der Ginger in Woody Allens prämiertem Drama Blue Jasmine im Jahr 2013 brachte ihr eine Nominierung als Beste Nebendarstellerin bei der Oscarverleihung 2014 ein. Sie spielte an der Seite von Cate Blanchett, Alec Baldwin und Peter Sarsgaard.
Neben ihrer Arbeit als Schauspielerin arbeitet Hawkins auch als Autorin für Comedy-Serien, wie zum Beispiel für die britische BBC-Radio-Show Concrete Cow.

## Filmografie (Auswahl)

### Filme
- 2002: All or Nothing
- 2003: Buried Alive
- 2004: Vera Drake
- 2004: Layer Cake
- 2006: Der bunte Schleier (The Painted Veil)
- 2007: Cassandras Traum (Cassandra’s Dream)
- 2007: WΔZ – Welche Qualen erträgst du? (WΔZ)
- 2008: Happy-Go-Lucky
- 2009: Wüstenblume (Desert Flower)
- 2009: An Education
- 2009: Zwei Hochzeiten und ein Liebesfall (Happy Ever Afters)
- 2010: Alles, was wir geben mussten (Never Let Me Go)
- 2010: We Want Sex (Made in Dagenham)
- 2010: Submarine
- 2011: Love Birds – Ente gut, alles gut!
- 2011: Jane Eyre
- 2012: Große Erwartungen (Great Expectations)
- 2013: Blue Jasmine
- 2013: Der Anruf (The Phone Call) (Kurzfilm)
- 2013: Das Wunder von New York (All Is Bright)
- 2013: The Double
- 2014: Godzilla
- 2014: Paddington
- 2014: X+Y
- 2016: Maudie
- 2017: Shape of Water – Das Flüstern des Wassers (The Shape of Water)
- 2017: Paddington 2
- 2019: Godzilla II: King of the Monsters
- 2019: Eternal Beauty
- 2019: The Snail and the Whale (Kurzfilm, Stimme von Snail)
- 2021: Spencer
- 2021: Ein Junge namens Weihnacht (A Boy Called Christmas)
- 2021: The Phantom of the Open
- 2022: The Lost King
- 2023: Wonka
- 2025: Bring Her Back

### Fernsehen
- 2002: Tipping the Velvet (Mini-Serie, 2 Folgen)
- 2003: Promoted to Glory (Fernsehfilm)
- 2003: The Young Visiters (Fernsehfilm)
- 2003: Byron (Fernsehfilm)
- 2003–2005: Little Britain (3 Folgen)
- 2004: The Bunk Bed Boys (Fernsehfilm)
- 2005: Twenty Thousand Streets Under the Sky (Mini-Serie, 3 Folgen)
- 2005: Fingersmith (Mini-Serie, 3 Folgen)
- 2006: Shiny Shiny Bright New Hole In My Heart (Fernsehfilm)
- 2007: Jane Austens Persuasion (Persuasion, Fernsehfilm)
- 2022: Mammals (Mini-Serie)

## Auszeichnungen und Nominierungen
Oscar
- 2014: Nominierung als Beste Nebendarstellerin für Blue Jasmine
- 2018: Nominierung als Beste Hauptdarstellerin für Shape of Water – Das Flüstern des Wassers

Golden Globe Award
- 2009: Auszeichnung als Beste Hauptdarstellerin – Komödie oder Musical für Happy-Go-Lucky
- 2014: Nominierung als Beste Nebendarstellerin für Blue Jasmine
- 2018: Nominierung als Beste Hauptdarstellerin – Drama für Shape of Water – Das Flüstern des Wassers

British Academy Film Award
- 2014: Nominierung als Beste Nebendarstellerin für Blue Jasmine
- 2018: Nominierung als Beste Hauptdarstellerin für Shape of Water – Das Flüstern des Wassers

Screen Actors Guild Award
- 2018: Nominierung als Beste Hauptdarstellerin für Shape of Water – Das Flüstern des Wassers

Critics’ Choice Movie Award
- 2018: Nominierung als Beste Hauptdarstellerin für Shape of Water – Das Flüstern des Wassers

Saturn Award
- 2018: Nominierung als Beste Hauptdarstellerin für Shape of Water – Das Flüstern des Wassers

Satellite Award
- 2014: Nominierung als Beste Nebendarstellerin für Blue Jasmine
- 2018: Auszeichnung als Beste Hauptdarstellerin für Shape of Water – Das Flüstern des Wassers